# 下贝蒂沃
下贝蒂沃（荷蘭語：Neder-Betuwe）是荷蘭的一個市镇，位於荷蘭東部，在行政區劃上屬於海爾德蘭省。下贝蒂沃發現了石器時代和鐵器時代的考古遺跡。

## 外部連結
- Official website